# Ansgar Fürst
Ansgar Fürst (* 10. Februar 1930 in Heidelberg; † 3. November 2023 in Merzhausen) war ein deutscher Journalist und Buchautor.

## Leben
Sein Vater Carl arbeitete in der Weimarer Republik als Redakteur beim Pfälzer Boten in Heidelberg. Kurz nach ihrer Gründung wurde Carl Fürst Lokalredakteur der Badischen Zeitung in Offenburg, starb aber schon 1951. Ansgar Fürst studierte Soziologie, Geschichte und Staatslehre (Abschluss als Dr. phil.). 1957 promovierte er an der Ruprecht-Karls-Universität Heidelberg zum Thema Die soziologische Dimension in der Gesellschaftslehre Lorenz von Steins: Lorenz von Steins Beitrag zur Soziologie, dargestellt an einer Interpretation der Begriffe „Gesellschaft“ und „Gesellschaftswissenschaft“.
Im selben Jahr wurde er Redaktionsmitarbeiter der Badischen Zeitung in Freiburg im Breisgau. Von 1970 bis 1995 war er Chefredakteur und Politikchef der Badischen Zeitung. 1962 wurde er mit einem der in diesem Jahr erstmals vergebenen Theodor-Wolff-Preise ausgezeichnet.
Mit Die Bonner Republik und Im deutschen Treibhaus. Tendenzen und Diagnosen der Adenauer-Zeit, einer Spurensuche in der zeitgenössischen Literatur, legte Fürst 2001 bzw. 2003 zudem zwei Bücher über die Politik in den frühen Jahren der BRD vor.
Fürst lebte mit seiner Ehefrau Birgit in Merzhausen, wo er Anfang November 2023 im Alter von 93 Jahren starb.